# Матросов, Михаил Иванович
Михаил Иванович Матросов — советский военно-морской деятель, инженерный работник, преподаватель, начальник учебного отдела Учебного Краснознамённого отряда подводного плавания имени С. М. Кирова, инженер-капитан 1-го ранга (1940).

## Биография
Русский, беспартийный, в РККФ с ноября 1917. Участник Гражданской войны на Краснознамённом Балтийском флоте с 1919 по 1920. В 1940 старший преподаватель спецпредметов ВСККС подводного плавания (УОПП им. С. М. Кирова). В годы Великой Отечественной войны начальник учебного отдела Учебного Краснознамённого отряда подводного плавания имени С. М. Кирова.
Из аттестации: Дисциплинированный и тактичный офицер. Умело руководит учебным процессом в отряде. Имеет научные труды. Требователен и заботлив о подчинённых. В своей работе достиг хороших результатов.

### Звания
- Инженер-флагман 3-го ранга (26 апреля 1940);[2][3]
- Инженер-капитан 1-го ранга (8 июня 1940).[4]

### Награды
- Орден Ленина (1945);
- Орден Красного Знамени (1944);
- Орден «Знак Почёта» (1939);
- Юбилейная медаль «XX лет Рабоче-Крестьянской Красной Армии»;
- Медаль «За победу над Германией в Великой Отечественной войне 1941—1945 гг.».